# Município de Adams (condado de Guernsey, Ohio)
Localização do Ohio nos E.U.A.
O município de Adams (em inglês: Adams Township) é um localização localizado no condado de Guernsey no estado estadounidense de Ohio. No ano 2010 tinha uma população de 2036 habitantes e uma densidade populacional de 31,16 pessoas por km².

## Geografia
O município de Adams encontra-se localizado nas coordenadas 40° 02′ 27″ N, 81° 40′ 32″ O. Segundo a Departamento do Censo dos Estados Unidos, o município tem uma superfície total de 65.34 km², da qual 65,34 km² correspondem a terra firme e (0 %) 0 km² é água.

## Demografia
Segundo o censo de 2010, tinha 2036 pessoas residindo no município de Adams. A densidade de população era de 31,16 hab./km².